# Jalal al-Din Xaqmaq Xami
Jalal al-Din Xaqmaq Xami (+ després de 1448) fou un alt funcionari timúrida, governador de Yadz durant la major part del regnat de Xah Rukh. No hi ha acord en el seu origen però és probable que fos originari del Soldanat Mameluc, que per alguna raó havia fugit cap Anatòlia i d'allí a territori timúrida abans del 1414 quan ja es esmentat en les forces timúrides que operaven contra Iskandar a Esfahan. Com esposes s'esmenten a Bibi Fàtima i a Payanda Sultan (princesa timúrida filla de Baysunkur).
Se sap que tenia un germà, també al servei de Xah Ruh, que va morir en combat a l'Azerbaidjan el maig del 1421. El 1420 Xaqmaq fou nomenat governador de Yadz on va restar durant tot el regnat de Xah Rukh amb la família del qual va estar connectat com a tutor de dues filles de Baysunkur Mirza, una de les quals després va esdevenir la seva muller.
Va ser un notable patró d'edificacions a la ciutat i per la importància d'aquestes es considera que devia quedar-se amb una part considerable de les taxes locals. L'exèrcit províncial de Yadz va acompanyar a Xah Rukh en les seves campanyes a l'Azerbaidjan. A Herat va construir una madrassa. També fou, junt amb la seva esposa, un patró de les arts i de les obres públiques, reparant edificis i palaus.
El 1436/1437, Xahr Rukh va enviar un destacament dirigit per Khoja Malik Simnani, Xaqmaq Xami i Amir Ghunaxirin per donar suport a un protegit com a rei d'Hormuz.
Inesperadament el 1442 fou destituit i substituït en el govern per un personatge de nom Hamza Xuhra. No obstant davant d'algunes actuacións del governador de Qom, príncep Sultan Muhammad, Xah Rukh va decidir retirar a aquest el control d'una part del seu govern i abans de fer-ho i davant una eventual resposta violenta del príncep, Xah Rukh va restaurar a Xaqmaq amb l'encàrrec de fortificar Yadz; també va encarregar a altres amirs de fortificar Siraz i Abarkuh. Durant la malaltia de Xah Rukh (març a juny de 1444) el príncep Sultan Muhammad va escriure per demanar la presència de la seva germana, Payanda Sultan, que estava casada amb el governador de Yazd, Jalal al-Din Xaqmaq Xami. Payanda hi va anar acompanyada del mateix Xaqmaq, al que el príncep va intentar arrossegar a la seva causa. Xaqmaq s'hauria traslladat després a Herat, que va on se l'esmenta el 1446 deixant com a governador interí al seu fill Shams al-Din Muhammad que va reconèixer a Sultan Muhammad després d'entrar a Esfahan.
Es creu que Xaqmaq esperava transferir el seu govern al seu fill a la seva mort. Aquest fill, Shams al-Din Muhammad, apareix com un actiu constructor d'edificis al final del regnat de Xah Rukh quan era subgovernador amb el seu pare. Un descendent de Xaqmaq encara era actiu i gaudia de poder a la regió al segle xvii.
A la mort de Xah Ruq, Xaqmaq va anar a Qom amb la seva esposa (germana del príncep) i es va decantar clarament cap a Sultan Muhammad. Va anar a Yadz i va arranjar encunyar moneda i llegir la khutba en nom de Sultan Muhammad, retornant després a Qom. Però el 1448 Muhammad Sultan va preferir posar com a governador un personatge menys influent localment i de fidelitat garantida, l'amir Ahmad Janbaz Moghul.
Ja tenia mes de 60 anys i va morir algun temps després, pero no consta la data.